# Nyiredy Szabolcs (vegyészmérnök)
Vitéz nagyajtai Nyiredy Szabolcs (Budapest, 1922. április 23. – Budapest, 2005. augusztus 23.) okl. vegyészmérnök, c. egyetemi docens, unitárius cserkész.

## Életútja
Ősi unitárius család tagjaként született. Szülei a budapesti unitárius gyülekezetnek köztiszteletben álló tagjai voltak. Nagyapja, dr. Nyiredy Géza, valamint dédapja, Benczédi Gergely a kolozsvári unitárius kollégiumnak voltak a tanárai. További felmenőit a nagyajtai unitárius egyházközség anyakönyvei őrzik. Ezeknek ismerete nagymértékben meghatározták az unitárius egyházhoz való kötődését.

### Vegyészmérnök, c. egyetemi docens
A Budapesti József Nádor Műszaki Egyetemen 1944-ben vegyészmérnöki oklevelet szerzett. Az Országos Chemiai Intézetben, majd az Országos Mezőgazdasági Kísérleti Intézetben kezdte a pályáját. A budapesti Richter Gedeon Gyógyszergyárba 1949-ben került, ahol előbb a Nyersanyag-vizsgáló Csoport, majd a Minőségellenőrző Főosztály vezetőjeként dolgozott. A Budapesti Orvostudományi Egyetemen 1966-ban elnyerte a gyógyszeranyagok doktora és 1992-ben a címzetes egyetemi docensi címet. Nagyon jelentős szerepe volt abban, amit a termékei minőségével a Richter Gedeon Rt, sőt az egész magyar gyógyszeripar kivívott magának a nemzetközi gyógyszerpiacon. A Központi Analitikai Laboratórium vezetőjeként a minőségellenőrzés, ennek a biztosítása és a fejlesztése első embere volt. Nyugalomba vonulása után, 1986-tól elvállalta még a Trigon Biotechnológiai Rt. minőségbiztosítási feladatait. 

### Unitárius és cserkész
Szülei és nagyszülei mind unitáriusok voltak. Szülei a budapesti gyülekezet életében komoly és állandó szerepet játszottak. Minden valószínűséggel erre vezethető vissza, hogy kilencéves kora óta az egyházközség cserkészcsapatának tagja volt. 1932-ben vízivezetői vizsgát tett. 12 nyári táborban vett részt, először mint apród, majd cserkész, őrsvezető, segédtiszt, vízivezető, majd a háború után csapatparancsnoki beosztásban több táborozáson is részt vett: Bereckén, Borszéken, de részt vett a Gödöllőn megrendezett 4. Cserkész Világdzsemborin is, 1946-tól a 345. sz. János Zsigmond cserkészcsapat parancsnoka. 1948-ban Zebegényben részt vett egy újabb táboron. Ebben az évben feloszlatták a csapatot.
Amikor 1988-89-ben újjáalakult a csapat, annak első országos ügyvezető elnöke lett. Újabb táborozások megszervezésének időszaka ez: 1990-ben Magyarkút, 1992-ben Rohonc, Tiszaörvény, 1993-ban Gödöllő, emlék 4. Cserkész Világdzsembori, 1994-ben Erdély, 1995-ben ismét Magyarkút. Tanítványainak mindig új élményeket adott ezen alkalmakkor, minden irodalmat megszerzett, 40 fős tábori felszerelést szerzett be és cserkészotthont létesített. Nem csoda, ha életre szóló barátságok kötődtek ez időszak alatt, fiatalok ismerkedtek egymással, házasság szövődött egy-egy ilyen kapcsolatból. Aktív tagja volt idős korában is a csapatnak, sátorban lakott, szinte megközelíthetetlen helyekre is eljutott, egyszóval intenzív szerepet játszott a magyar cserkés életben.
A magyarországi Unitárius Egyház egyik kiemelkedő egyénisége. Egyházközségi presbiter, majd néhány év múlva az Egyházi Képviselő Tanács tagja lett. A 80-as évek végén főgondnokhelyettesnek választotték. Egyházi és polgári életében sokan tisztelték, megismerték következetességét és azt hogy az emberi mértéket mindig nagyon magasra emelte önmaga és mások számára egyaránt. Szigorú, igényes volt önmaga számára és ezt másoktól is megkövetelte. Ugyanakkor empatikus, lelki élményektől meghatódott tudott lenni. 

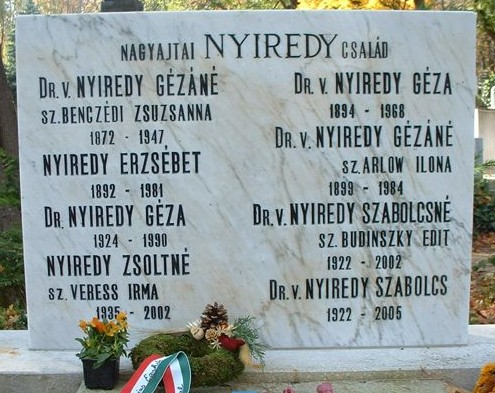
A nagyajtai Nyiredy család sírja a budapesti Farkasréti temetőben

2005. augusztus 23-án hunyt el, és a Farkasréti temetőben, a Nyiredy család sírjában találta meg végső nyugalmát.

## Kapcsolódó szócikk
- Nyiredy család